# Karl Gottlob Günther
Karl Gottlob Günther (* 26. September 1752 in Lübben; † 18. Dezember 1832 in Dresden) war ein deutscher Jurist, Archivar und langjähriger Leiter des Geheimen Archivs in Dresden.

## Leben
Nach dem Besuch des Lyzeums in Lübben studierte Karl Gottlob Günther Jura und wurde 1773 in Leipzig promoviert. 1775 wurde er Advokat und Notar in Dresden. Im Jahre 1776 zog er als Privatsekretär des sächsischen Reichstagsgesandten Otto Ferdinand von Loeben nach Regensburg. Er entschied sich nach seiner Rückkehr nach Dresden für eine Archivlaufbahn und wurde 1778 Geheimer Registrator und 1794 zweiter Geheimer Archivar und Leiter des Geheimen Archivs. Nach dem Tod seines Amtsvorgängers wurde er 1806 zum Ersten Geheimen Archivrat benannt. Er war Mitglied der Dresdner Freimaurerloge Zum goldenen Apfel.
Neben seiner archivarischen Tätigkeit war er auch seit 1794 Hof- und Justitienrat der sächsischen Landesregierung, Geheimer Referendar im Geheimen Konsilium (der höchsten Regierungsbehörde nach dem Kabinett), seit 1806 Geheimer Legationsrat und von 1806 bis 1819 im Reichsdepartment des Konsiliums tätig. Dabei nahm er als Mitglied der sächsischen Delegationen u. a. an den Kaiserwahlen von 1790 und 1792, den Friedensverhandlungen von Rastatt (1797–1799) und den Gebietsabtretungsverhandlungen mit Preußen teil.

## Veröffentlichungen
- Friedrich Gottlieb Zoller (Präses), Karl Gottlob Günther (Respondent): Observationum Iuridicarum Specimen Academicum. Langenheim, Leipzig 1773 (Digitalisat)
- De origine et auctoritate Constitutionum Saxonicarum de A. 1572. [Regensburg] 1776 (Digitalisat)
- Grundriß eines europäischen Völkerrechts nach Vernunft, Verträgen, Herkommen und Analogie mit Anwendung auf die teutschen Reichsstände. Montag, Regensburg 1777 (Digitalisat)
- Über die Einrichtung der Hauptarchive, besonders in teutschen Reichslanden. Richter, Altenburg 1783 (Digitalisat)
- Europäisches Völkerrecht in Friedenszeiten nach Vernunft, Verträgen und Herkommen mit Anwendung auf die teutschen Reichsstände. Richter, Altenburg 1787 und 1792 (Band 1, Band 2)
- Das Privilegium de non appellando des Kur- und Fürstlichen Hauses Sachsen aus der Geschichte und dem Staatsrechte mit dazu gehörigen Actenstücken erläutert. Breitkopf, Dresden und Leipzig 1788 (Digitalisat)
- Der unbegränzte Umfang der sächsischen Appellationsfreiheit nach dem wahren Sinn der kaiserlichen Privilegien und dem Herkommen erwiesen. Breitkopf, Dresden und Leipzig 1789 (Digitalisat).